# Monumento a Cosimo Ridolfi
Il Monumento a Cosimo Ridolfi è una scultura celebrativa di Firenze, situata in piazza Santo Spirito, nei pressi di via Sant'Agostino. In marmo, venne scolpita entro il 1893 dallo scultore Raffaello Romanelli e collocata su un alto piedistallo nel 1898.

## Storia
L'idea di un monumento a Cosimo Ridolfi - illustre agronomo nonché più volte ministro del governo italiano, senatore del Regno e cofondatore della Cassa di Risparmio di Firenze - fu lanciata attorno al 1887 dall'Accademia dei Georgofili (della quale Cosimo Ridolfi era stato presidente dal 1842 fino alla sua morte nel 1865), che individuò nello scultore Raffaello Romanelli l'artista a cui affidare l'impresa (sulla base del modello in gesso presentato e ancora conservato presso l'Accademia stessa) e nella basilica di Santa Croce il luogo dove collocare la scultura. 
Il progetto iniziale prevedeva probabilmente una fusione, come suggerisce anche la presenza di una patina color bronzo presente sul modello, evidentemente poi scartata per la non disponibilità della somma necessaria al lavoro. Ugualmente mutò il luogo di collocazione, individuato appunto nella piazza di Santo Spirito (in posizione decentrata, per quanto il comitato e l'artista desiderassero una posizione centrale alla piazza, con conseguente rimozione della fontana), prossima a quella che era stata la casa dell'agronomo e statista, in via Maggio all'attuale civico 15. 
Terminata nel 1893, per le difficoltà a reperire i fondi per il trasporto e la costruzione del basamento, l'opera fu inaugurata (nonostante l'iscrizione dedicatoria riporti la data del 1896) solo il 4 marzo del 1898, con grande concorso di folla e di varie autorità, grazie a una sottoscrizione fra gli abitanti del quartiere. 
Alla fine degli anni 1990 il monumento fu oggetto di un intervento di restauro effettuato dall'Ufficio Belle Arti del Comune di Firenze (impresa esecutrice David Sollazzini & Figli) su progetto dell'architetto Giuseppe Cini e direzione dei lavori dell'architetto Claudio Cestelli. Un nuovo intervento, promosso dall'Accademia dei Georgofili con il sostegno dell'Ente Cassa di Risparmio di Firenze, fu condotto nel 2009 (impresa esecutrice Alberto Casciani di Meridiana Restauri). 

## Descrizione

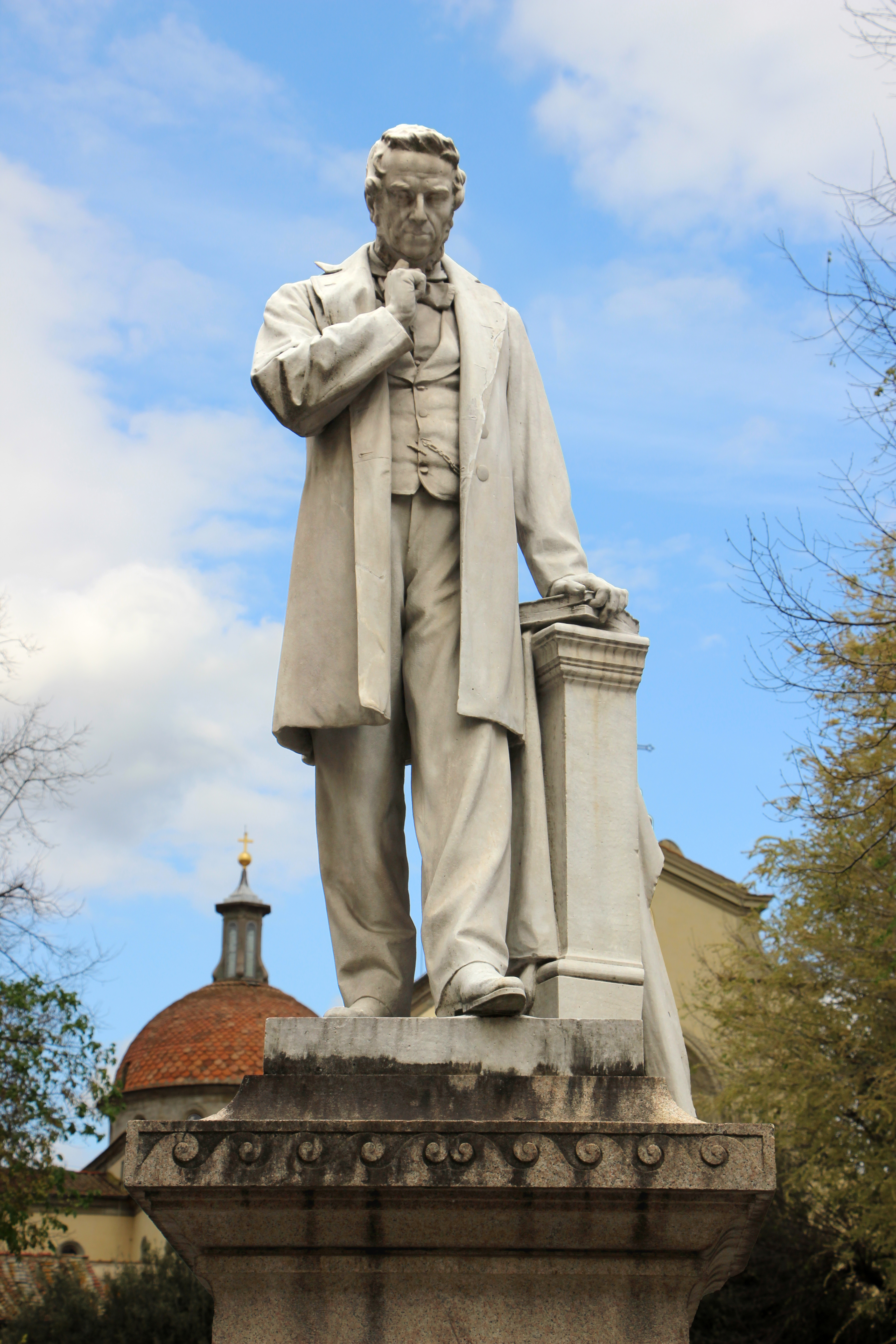
La statua

Il monumento è realizzato in marmo bianco di Carrara (ravaccione) e granito di Baveno. 
Cosimo Ridolfi (1794-1865) è raffigurato eretto, lo sguardo pensoso, mentre porta una mano al mento e, con il braccio sinistro, poggia su un plinto. L'iscrizione sul basamento recita:
| A COSIMO RIDOLFI DELLE OTTIME DISCIPLINE AGRARIE MAESTRO INSIGNE E PROMOTORE INDEFESSO GLI AGRICOLTORI ITALIANI ANNO MDCCCXCVI |

"C'è soprattutto, alla base, un concetto di decoro maturato all'epoca nell'avanzare dei valori borghesi, per il quale la veste stessa indossata, non più nobilitata dal richiamo al modello classico, evidenzia il senso di un'appartenenza e di un'esistenza dedicata all'attuazione di ideali civili, quel rigore morale coltivato anche attraverso gli studi. Così i pantaloni gualciti, la redingote semiaperta che lascia intravedere il panciotto e la catena, le pieghe della stessa redingote evidenziate, sono parte della resa di una semplicità dignitosa, che esprime l'impegno umanitario di Ridolfi".